# Йыэсуу (Йыэляхтме)
Йы́эсуу (эст. Jõesuu) — деревня в волости Йыэляхтме уезда Харьюмаа, Эстония.

## География и описание
Расположена в устье реки Ягала, на побережье Финского залива, в 16 км к востоку от Таллина. Высота над уровнем моря — 19 метров.
Климат умеренный. Официальный язык — эстонский. Почтовый индекс — 74212.

## Население
По данным переписи населения 2021 года, в Йыэсуу насчитывалось 76 жителей, из них 63 (82,9 %) — эстонцы.
По данным переписи населения 2011 года, в деревне проживал 71 человек, из них 68 (95,8 %) — эстонцы.
Численность населения деревни Йыэсуу по данным переписей населения:
| Год  | 1959 | 1970 | 2000 | 2011 | 2021 |
| ---- | ---- | ---- | ---- | ---- | ---- |
| Чел. | 35   | ↘ 27 | ↗ 49 | ↗ 71 | ↗ 76 |

## История
В письменных источниках 1565 года упоминается Jöggisuw, 1582 года — Jesu, 1798 года — Joesu.

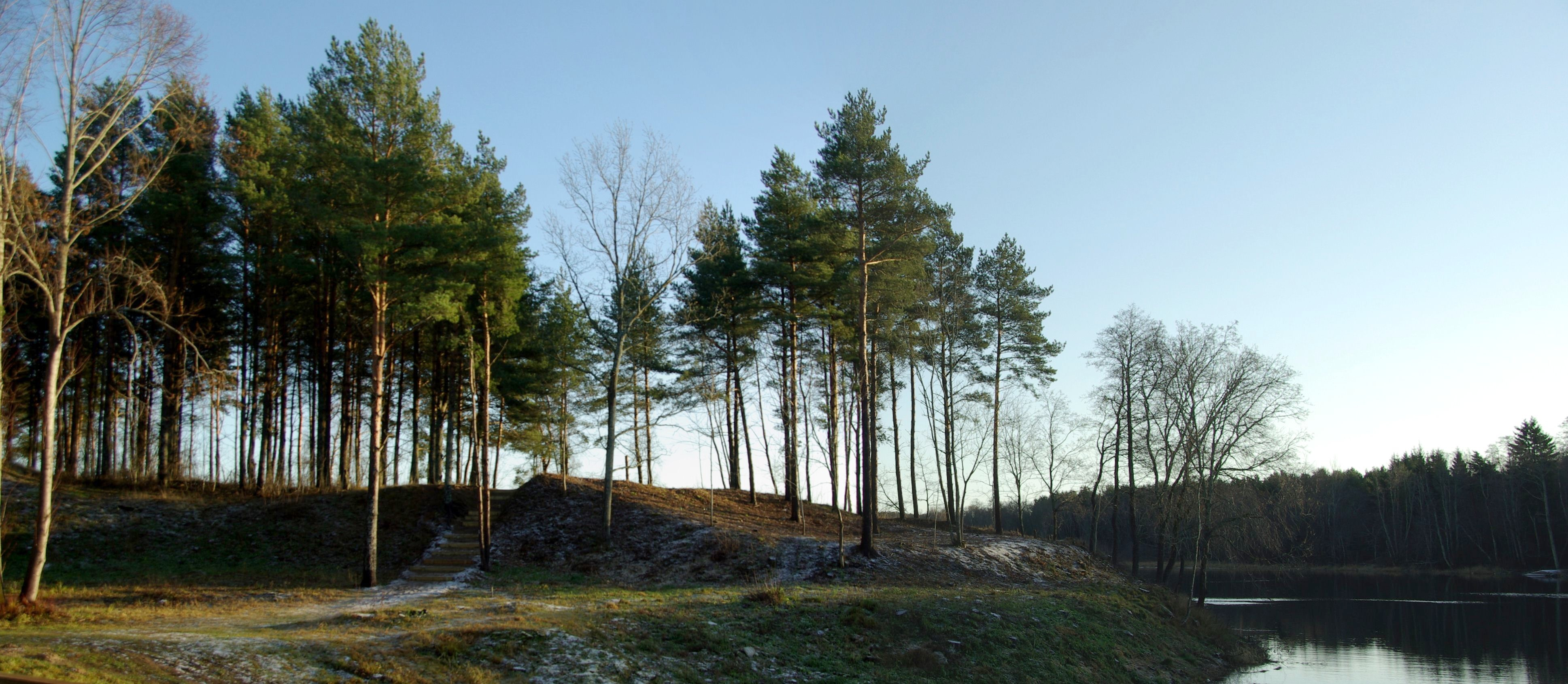
Городище Ягала-Йыэсуу

На военно-топографических картах Российской империи (1846–1863 годы), в состав которой входила Эстляндская губерния, деревня обозначена как Эзо.
На территории деревни находится городище Ягала-Йыэсуу. Ранее Йыэсуу была больше известна как порт. В 1977–1997 годах Йыэсуу была поделена между деревнями Ягала-Йоа (эст. Jägala-Joa) и Маннива (эст. Manniva), затем восстановлена в прежнем статусе.
В деревне работает Линнамяэская гидроэлектростанция. Она была построена в 1922 году и давала электроэнергию расположенной рядом Ягалаской картонной фабрике, в 1941 году взорвана отступавшими советскими войсками, восстановлена в 2002 году.
В 1960 году на расположенной на территории деревни братской могиле жертв террора (исторический памятник с 1995 до 2023 года) был установлен памятный камень. В период с 1942 по 1944 год немецкие власти казнили здесь около 6000 невинных людей, от детей до стариков. Среди убитых были эстонцы, французы, поляки, русские, чехи, евреи, цыгане. Изначальная надпись на памятнике была заменена на другую (год неизвестен) на эстонском и английском языках: «Здесь в 1942 году были убиты 6000 чешских, польских и немецких евреев». В протоколе от 30 ноября 2022 года рабочая группа по советским памятникам при Госканцелярии Эстонии признала памятник «нейтральным монументом», т.е. не подлежащим демонтажу (см. Список советских военных памятников Эстонии).

## Происхождение топонима
Деревня получила своё название по месту расположения (с эст. jõesuu — устье реки).